# Socha svatého Jana Nepomuckého (Karlovy Vary, 1746)
Pozdně barokní socha svatého Jana Nepomuckého z roku 1746 v Karlových Varech stojí u kostela sv. Máří Magdaleny. Autorsky je neurčena.
Byla prohlášena kulturní památkou, památkově chráněna je od 3. května 1958, event. 17. února 1972, rejstř. č. ÚSKP 38550/4-3979.

## Historie
Socha byla pořízena z dědictví známého karlovarského lékaře dr. Franze Bachmanna. Připomíná devastující událost – průtrž mračen a následné velké povodně, které postihly město dne 21. května 1746. Byla vztyčena v témže roce uprostřed města při jihozápadní stěně tehdy děkanského kostela sv. Máří Magdalény.

## Popis
Pozdně barokní pískovcová socha světce v životní velikosti, výška sochy 2 m, s podstavcem 4,2 m, autorsky je neurčena. Představuje sv. Jana Nepomuckého s tradičními atributy kněze v rochetě s biretem na hlavě. Kolem hlavy míval původně pět hvězd. Levou rukou přidržuje kříž s Ukřižovaným Kristem. Pravou ruku má položenou na amoretu, který stojí po jeho levém boku. Amoret drží v rukou oválný medailon s reliéfem Madony. Další dvě postavy leží u nohou světce.

Socha stojí na profilovaném trojbokém pískovcovém podstavci s horní krycí deskou. Na přední straně soklu je v kartuši věnovací nápis v latině, přibližně v následujícím znění (některé části jsou již špatně čitelné), který v češtině znamená „Posmrtná úcta oslavě vody Čech osvětlujícího, země slzami pokání skrápějícího, nebesa ozařujícího svatého Jana Nepomuckého Františkem Bachmanem, doktorem na Pražské univerzitě, během let blahodárných vod činným, zamýšlena“
POSTHUMA PIETAS VENERATIONI UNDAS BOEMIAE ILLVSTRANTIS TERRAS LACHRIMIS POENITENTIAERICANTIS COELOS COLLUSTRANTIS DIVI IOANNIS NEPOMUCENI A FRANCISCO BACHMAN DOCTORE IN/A PRAGENS UNIVERSITATE INTRA ANNOS SALUTIFERARUM UNDARUM PRACTICO DESTINATA

Na bočních stranách soklu je další latinský nápis s chronogramem, který v českém překladu zní Skrze dědice jeho během roku smutku vztyčena, když byla překonána od přívalu vod v těchto místech ohromná průtrž mračen dne 21. květnového
PER Haeredes ejus intra Annum Luctus Erecte SVperato ab affLVXV VnDarVM hIs LoCIs IngentI nVbIfragIo Die 21 MaII

Druhá a třetí část nápisu jsou dnes již téměř nečitelné. Podstavec stojí na dvou kamenných stupních, dnes částečně zapuštěných do okolního terénu.